# Shaula
Shaula (Lambda Scorpii, λ Sco) – druga pod względem jasności gwiazda w gwiazdozbiorze Skorpiona (wielkość gwiazdowa: 1,62m), odległa o około 365 lat świetlnych od Słońca.

## Nazwa
Gwiazda ta ma tradycyjną nazwę Shaula, która wywodzi się od arabskiego ‏الشولاء‎ al-šawlā, co oznacza „żądło” (Skorpiona), chociaż Al Biruni wywodził ją od Mushālah, „uniesiony” (odwłok Skorpiona). Międzynarodowa Unia Astronomiczna w 2016 roku formalnie zatwierdziła użycie nazwy Shaula dla określenia tej gwiazdy.

## Charakterystyka obserwacyjna
Jest to gwiazda potrójna, według najnowszej rewizji Katalogu Hipparcosa odległa od Słońca o ok. 560 lat świetlnych (pierwsza wersja tego katalogu podawała nawet 700 lat świetlnych), choć według niezależnych pomiarów interferometrycznych znajduje się znacznie bliżej – w odległości ok. 365 lat świetlnych. Jej wielkość absolutna wynosi −4,55m.

## Charakterystyka fizyczna
System składa się z dwóch jasnych gwiazd okrążających wspólny środek masy w okresie ponad 1000 dni i trzeciej słabej gwiazdy, która obiega najjaśniejszy składnik w czasie około 6 dni.
Główny składnik, Lambda Scorpii Aa to podolbrzym należący do typu widmowego B1,5. Jego temperatura to około 25 000 K, masa ok. 10,4 mas Słońca, a promień 6,2 promienia Słońca. Jest to gwiazda zmienna typu Beta Cephei. Wokół niej w średniej odległości ok. 0,15 au krąży Lambda Scorpii Ab o masie szacowanej na 1,8 M☉, jeden pełny obieg wokół większego składnika zajmuje jej zaledwie 6 dni. Natura tego składnika nie jest znana: może to być pozostałość po masywniejszej gwieździe, gwiazda neutronowa albo biały karzeł, lub –najprawdopodobniej– gwiazda typu T Tauri, która nie osiągnęła jeszcze ciągu głównego. Taka interpretacja zgadza się z niewielkim wiekiem układu, ocenianym na zaledwie 15 milionów lat. To ona jest prawdopodobnie źródłem silnego promieniowania rentgenowskiego odbieranego z tego układu. Składnik Aa prawdopodobnie pochłonie gwiazdę Ab, zmieniając się w nadolbrzyma, a następnie zginie w eksplozji supernowej.
Trzeci składnik, Lambda Scorpii B, jest również podolbrzymem, jego typ widmowy to B2 IV, temperatura ok. 21 000 K, masa ok. 8 M☉, a promień ok. 5,4 R☉. Ta gwiazda prawdopodobnie zakończy życie jako masywny biały karzeł.
Te dwa podolbrzymy okrążają wspólny środek masy układu w ciągu niecałych 3 lat. Średnia odległość między nimi wynosi 5,7 au, choć, ze względu na ekscentryczność orbity, zmienia się w przedziale 4,4–7 au